# Liste der Kulturdenkmäler in Roth bei Prüm
In der Liste der Kulturdenkmäler in Roth bei Prüm sind alle Kulturdenkmäler der rheinland-pfälzischen Ortsgemeinde Roth bei Prüm einschließlich des Ortsteils Kobscheid aufgeführt. Grundlage ist die Denkmalliste des Landes Rheinland-Pfalz (Stand: 27. Mai 2022).

## Einzeldenkmäler
| Bezeichnung                              | Lage                                               | Baujahr                             | Beschreibung                                                                                              | Bild                           |
| ---------------------------------------- | -------------------------------------------------- | ----------------------------------- | --- | ------------------------------ |
| Wegekreuz                                | Roth, Hauptstraße, gegenüber Nr. 54 Lage           | 1817                                | großes Schaftkreuz mit Relieffigur des heiligen Hubertus, bezeichnet 1817                                 | weitere Bilder Fotos hochladen |
| Wegekreuz                                | Roth, Kirchplatz, bei Nr. 1 Lage                   | erstes Viertel des 19. Jahrhunderts | Schaftkreuz mit Relieffigur im Fellgewand, erstes Viertel des 19. Jahrhunderts                            | weitere Bilder Fotos hochladen |
| Katholische Filialkirche St. Leonhard    | Roth, Kirchplatz 5 Lage                            | um 1500                             | kleiner Saalbau, um 1500 oder vom Anfang des 16. Jahrhunderts, eventuell älter; mit Ausstattung           | weitere Bilder Fotos hochladen |
| Westwall                                 | Roth, nordöstlich des Ortes am Gemarkungsrand Lage |                                     | etwa 200 m langer Abschnitt der mehrere Kilometer langen Betonhöckerlinie                                 | weitere Bilder Fotos hochladen |
| Forsthaus Schneifel                      | Roth, südöstlich des Ortes Lage                    | 1877                                | eingeschossiges Quereinhaus, 1877                                                                         | weitere Bilder Fotos hochladen |
| Wegekreuz                                | Kobscheid, Dorfstraße, bei Nr. 27 Lage             | 1826                                | Schaftkreuz auf Sockel, am Balkenkreuz Relieffigur im Fellgewand, bezeichnet 1826                         | weitere Bilder Fotos hochladen |
| Katholische Filialkirche St. Franz Xaver | Kobscheid, Dorfstraße 31 Lage                      | 1890                                | zweiachsiger neugotischer Saalbau, 1890, Dach und Dachreiter wohl nach 1947 (Wiederaufbau), Vorhalle 1967 | weitere Bilder Fotos hochladen |